# Махрам (село)
Махра́м — село в Согдийской области Таджикистана в 45 километрах к востоку от Ходжента и в 15 километрах западнее города Канибадам. Махрам располагается на берегу Кайраккумского водохранилища и на железнодорожной ветке Хаваст — Коканд.

## Историческая справка
В XIX веке Махра́м — кокандское укрепление (крепость) на левом берегу реки Сырдарьи.
Во время восстания в Кокандском ханстве в 1873—1876 годах Махрам стал центром сил восставших.
22 августа 1875 года генерал Кауфман во время боевых действий против отрядов Кокандского ханства, приведших в конечно итоге к ликвидации ханства, взял эту крепость и совершенно разгромил кокандцев, потерявших в этой битве более 2 тыс. убитыми. С российской стороны было потеряно 5 убитыми и 8 ранеными. Однако, следует заметить, что русские войска понесли чувствительные потери через несколько дней после взятия укрепления.
В Ташкенте до революции 1917 года одна из центральных улиц города носила название Махрамский проспект, а другая улица носила название Хорошхинская, в честь Александра Павловича Хорошхина.